# Fernandocrambus spiculellus
Fernandocrambus spiculellus là một loài bướm đêm trong họ Crambidae.